# 가나야마촌 (교토부)
가나야마촌(일본어: 金山村)은 일본 교토부 아마타군에 설치되었던 촌이다.